# Eremotylus marginatus
Eremotylus marginatus là một loài tò vò trong họ Ichneumonidae.